# Alouatta belzebul
Alouatta belzebul é uma espécie de bugio ou guariba, um macaco do Novo Mundo da família Atelidae e gênero Alouatta, conhecido popularmente por guariba-de-mãos-ruivas, guariba-de-mãos-vermelhas, guariba-preta ou bugio-de-mãos-ruivas. É endêmico do Brasil, e possui distribuição geográfica disjunta, ocorrendo duas populações separadas: uma na Amazônia e outra na Mata Atlântica do litoral do Nordeste Brasileiro.

## Distribuição Geográfica
A espécie é endêmica do Brasil, ocorrendo tanto na Floresta Amazônica quanto na Mata Atlântica nordestina. Ocorre nos estados do Pará, Mato Grosso, Amapá e Maranhão (distribuição "amazônica") e no Rio Grande do Norte, Paraíba, Pernambuco e Alagoas. É uma espécie restrita às formações florestadas e seus limites de distribuição são definidos com o fim de florestas e início de formações abertas, como o cerrado. Habita desde vegetação de transição com alta frequência de babaçu, até a floresta estacional semidecidual e floresta ombrófila.

## Descrição
São primatas de grande porte, com até 1 metro comprimento cabeça-cauda, e peso entre 6,5-8,0 kg nos machos e 4,8-6,2 kg nas fêmeas. Sua pelagem é curta e áspera, com “barba” bem desenvolvida;  possui pelagem preta ou marrom-escuro com mãos, pés e porção final da cauda avermelhados: outras variações de pelagem que definiam subespécies distintas agora são consideradas espécies diferentes (Alouatta belzebul discolor e A. belzebul ululata). Sua cauda é preênsil, e apresentam locomoção lenta, quadrupedal, raramente saltando.

### Dieta
Sua dieta é predominantemente folívolo-frugívora (flores, folhas e frutos verdes ou maduros), o que o torna animal pouco ativo, passando mais de 70% do seu tempo em descanso. Ingestão de outros compostos tem sido registrada, como insetos, sementes, casca de árvores, raízes, musgo e terra de cupinzeiro.

### Reprodução e Socioecologia
Vivem em grupos sociais liderados por um macho adulto; o tamanho do grupo varia com a espécie de Alouatta e o ambiente onde vivem; no A. belzebul são encontrados grupos de 2 a 14 indivíduos. Os machos do gênero vocalizam para determinar a localização do grupo e defender seu território.
A gestação da espécie dura mais de 150 dias, onde nasce um único filhote. As crias são carregadas no ventre pela mãe nas primeiras 3 semanas de vida e após ficam aguarrados no dorso da mesma; as fêmeas cuidam dos filhotes até o desmame com 15 meses de vida. A espécie atinge a maturidade sexual com 36 a 40 meses de vida.

## Conservação

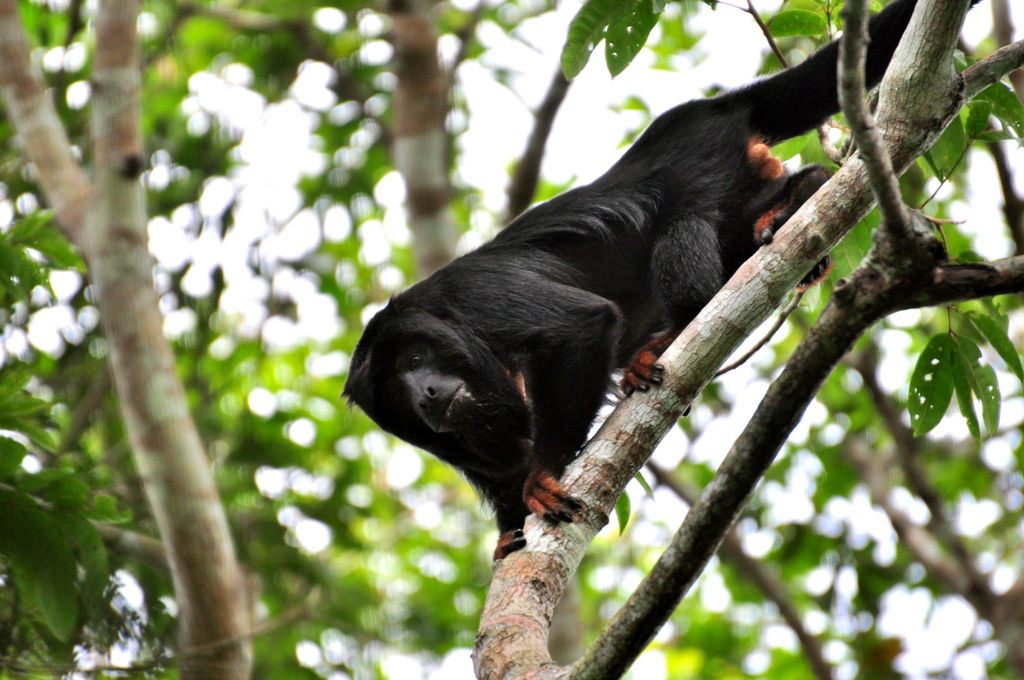
Guariba-de-mãos-ruivas na Paraíba.

A espécie é considerada como "Vulnerável" pela IUCN pois suas populações diminuíram significativamente nos últimos 30 anos, sendo que as populações do Nordeste encontram-se em estado crítico (menos de 200 indíviduos). Nesta última região, ainda é encontrado em algumas unidades de conservação: ocorre na Reserva Biológica Guaribas, na Paraíba; na Estação Ecológica Murici, em Alagoas; e em unidades de conservação particulares em Pernambuco, Rio Grande do Norte e Alagoas.